# Museum 1900
Das Museum 1900 in Söchtenau im Landkreis Rosenheim befasst sich mit der Wohnkultur und Arbeitswelt zur Zeit der Jahrhundertwende. Ausgestellt werden originale Einrichtungen von Wohnräumen, Geschäften und Werkstätten aus dem um 1900 deutschen bzw. österreichischen Staatsgebiet.

## Museumskonzept
Jeder der rund 30 Einrichtungen steht ein abgetrennter Raum zur Verfügung, der einen authentischen Eindruck ohne museale Aufbereitung durch Begleittexte oder modernen Medieneinsatz bietet. Die Sammlung beschränkt sich auf einen klar umgrenzten zeitlichen und örtlichen Bereich, wobei besser Passendes bisherige Ausstellungsstücke ersetzt und diese gegebenenfalls wieder verkauft werden.

## Geschichte
Der gebürtige Hamburger Wulf Dathe sammelte als Liebhaber von Möbeln aus der Zeit der Jahrhundertwende auf diversen Reisen Einrichtungen, die den Grundstock der Sammlung bilden. 2012 eröffnete er in einem ehemaligen Lagerhaus in Söchtenau das Museum. Keller, Erdgeschoss, Obergeschoss und Dachboden wurden sukzessive ausgebaut und die Sammlung ergänzt. Für weitere Einrichtungen ist ein Anbau in Planung.